# 美中の美

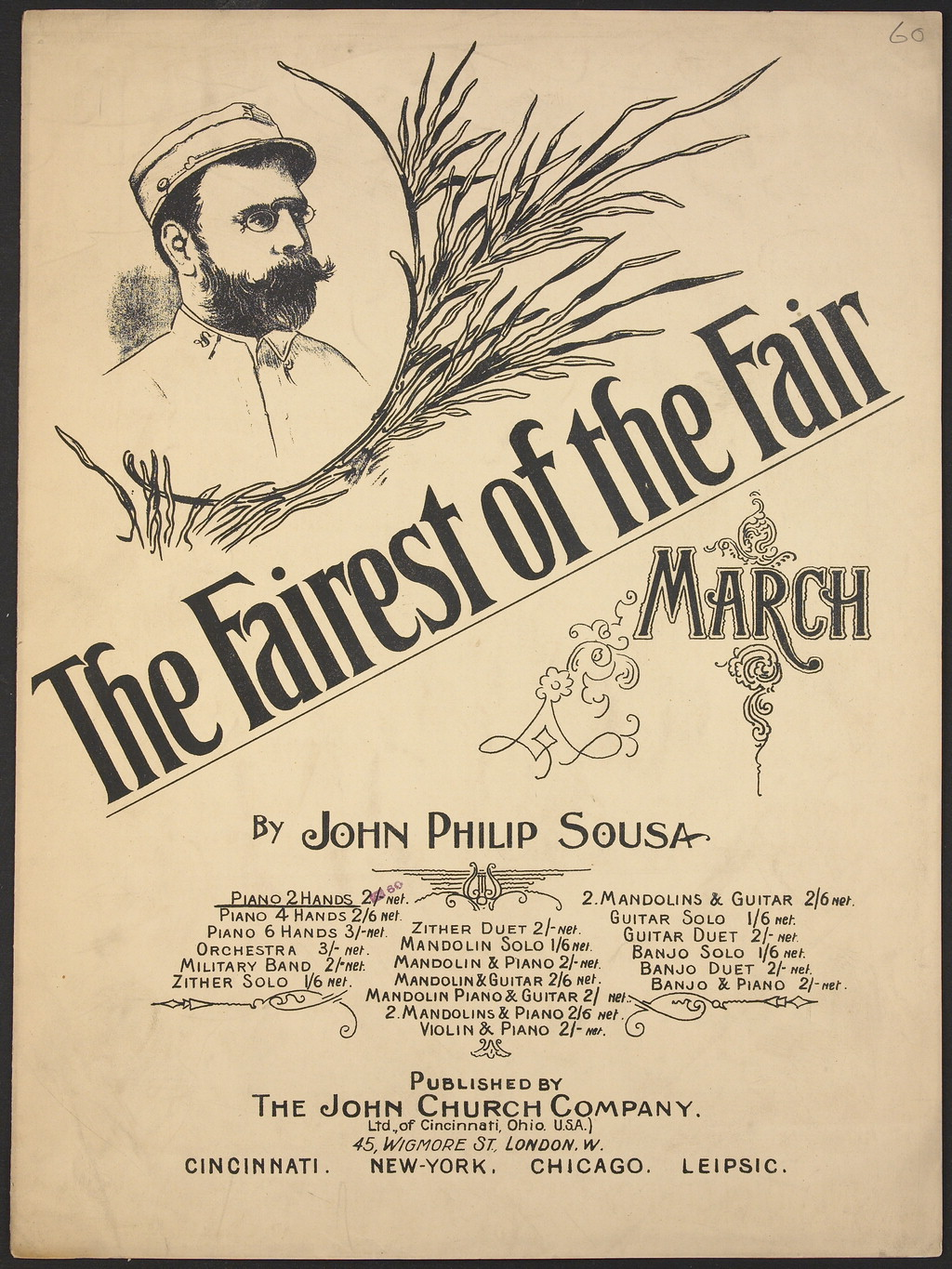
楽譜の表紙絵

『美中の美』 (びちゅうのび、英語: The Fairest of the Fair) は、元アメリカ海兵隊音楽隊隊長のジョン・フィリップ・スーザが作曲した行進曲。
1908年に自身の吹奏楽団スーザ・バンドを率いてボストンの食品博覧会に招待された時に作曲された。

## 歴史
1908年に作曲され、その年の秋に行われたボストンの食品博覧会で演奏された。この曲はスーザがその年作った唯一の作品であり、1906年から1910年の間にスーザが書いた数少ない作品の一つである。

## 解説
この曲は、スーザの行進曲の中でもっとも美しく素晴らしいメロディをもっているものと言われている。実は、スーザ・バンドは、この博覧会には数年前から毎年招待を受けており、スーザは展示会場で働く、一人の若くて美しい魅力的な女性に心をとどめており、いずれは彼女の印象を音楽に書こうと心に決めていた。そこで、1908年に招待された時に、その美しい女性を思い出しながらこの曲を書き、The Faierst of the Fair というタイトルを付けたというエピソードがある。ちなみに、タイトルの“fair”には、“美人”という意味のほかに“博覧会”という意味もあり、「美人の中でももっとも美しい」と「博覧会の中でもっとも素晴らしい博覧会」という二つの意味をもったネーミングになっている。